# فاطمة قودرزي
فاطمة قودرزي أو غودرزي (بالفارسية: فاطمه گودرزی) ( 10 يوليو 1963)  ممثلة إيرانية.

## فيلموغرافيا
- 2008 شيرين
- 2007 داستي خلي
- 2006 الزواج على الطريقة الإيرانية
- 1996 الغزال
- 1995 ميخام زيندي بيمانام
- 1994 بهشت بنهان
- 1993 خاني خلفات
- 1992 مهاجران
- 1990 لكل شيء
- 1990 رأنا (مسلسل تلفزيوني)

## روابط خارجية
- فاطمة قودرزي على موقع IMDb (الإنجليزية)
- فاطمة قودرزي على موقع قاعدة بيانات الفيلم (الإنجليزية)